# 4873 Фукая
4873 Фукая (4873 Fukaya) — астероїд головного поясу, відкритий 4 березня 1990 року.
Тіссеранів параметр щодо Юпітера — 3,212.